# Rasa de l'Obaga de la Castellana
La Rasa de l'Obaga de la Castellana és un torrent afluent per l'esquerra del Barranc de Sangrà que neix a un centenar de metres a llevant de Capella de l'Ascensió. De direcció predominant cap a la 1 del rellotge, desguassa al seu col·lector a poc més de 325 m. al sud de la masia de Sangrà després d'haver fet tot el seu curs pel terme municipal de Pinell de Solsonès.

## Xarxa hidrogràfica
La seva xarxa hidrogràfica, que també transcorre íntegrament pel terme municipal de Pinell de Solsonès, està constituïda per 10 cursos fluvials la longitud total dels quals suma 4.340 m.